# Lymnas cinaron
Lymnas cinaron är en fjärilsart som beskrevs av Felder 1861. Lymnas cinaron ingår i släktet Lymnas och familjen Riodinidae. Inga underarter finns listade i Catalogue of Life.